# Sudanesische Badmintonnationalmannschaft
Die sudanesische Badmintonnationalmannschaft repräsentiert Sudan in internationalen Badmintonwettbewerben. Als Mannschaft tritt sie dabei als reines Männerteam, reines Frauenteam oder gemischtes Team an, internationale Auftritte waren bisher jedoch selten.

## Teilnahme an Weltmeisterschaften
| Thomas Cup - keine Teilnahmen | Uber Cup - keine Teilnahmen | Sudirman Cup - keine Teilnahmen |

## Teilnahme an Panarabischen Spielen
- 2007 (Frauen) - 3.